# Saúde na Tailândia

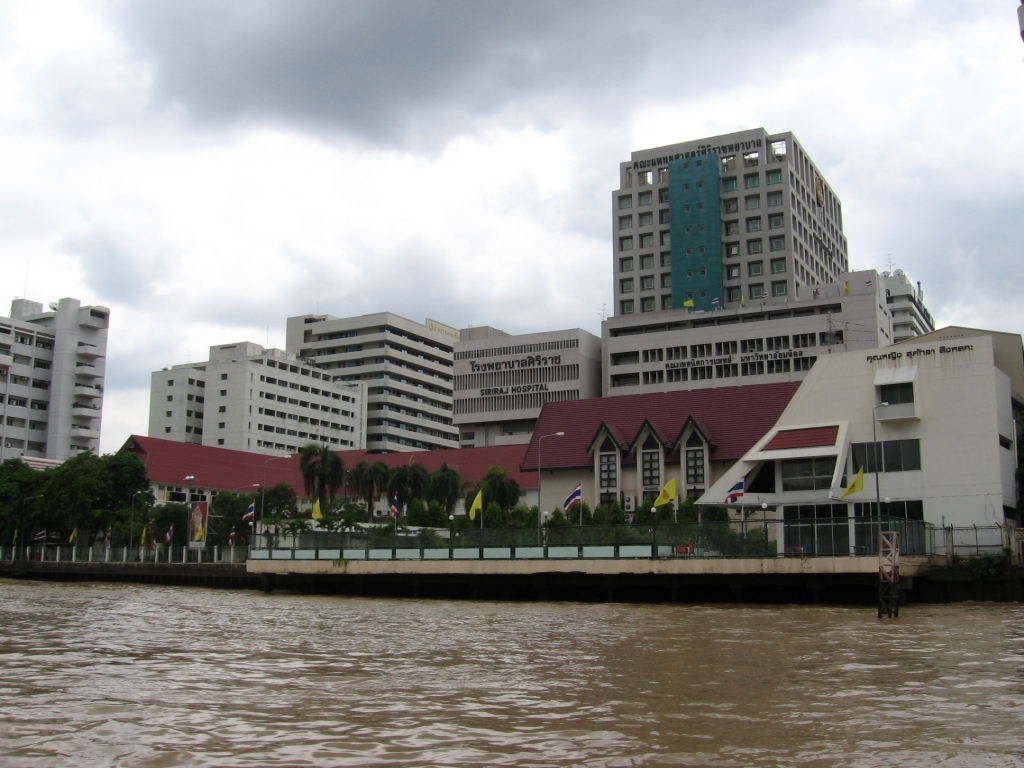
Hospital Siriraj, em Bangkok. É o hospital mais antigo e o maior na Tailândia.

A saúde na Tailândia assim como na maioria dos países, é regida por diversos fatores, que incluem clima, as necessidades da população e sua interação com o  meio ambiente. Compreende toda a área de saúde física e psíquica. A expectativa de vida na Tailândia é de setenta anos. Um sistema de prestação de cuidados de saúde universal para os cidadãos tailandeses foi estabelecido em 2002. .
Em 2019, antes da pandemia, a Tailândia recebeu mais de quatro milhões de turistas médicos , ocupando o primeiro lugar entre os destinos de turismo médico em todo o mundo.
De acordo com a revista CEOWORLD , a Tailândia ficou em 13º lugar no mundo em seu sistema de saúde, acima da Noruega (15), Nova Zelândia (16), Alemanha (17), Suíça (18) e Estados Unidos (30) . O Reino Unido ficou em 10º lugar .
A saúde e cuidados médicos são supervisionados pelo Ministério da Saúde Pública da Tailândia, juntamente com várias outras agências governamentais não ministeriais, com uma despesa total nacional de saúde no valor de 4,3% do Produto interno bruto (PIB) em 2009. Doenças como HIV/AIDS, tuberculose, malária e outras doenças infecciosas são questões de saúde pública graves. Nos últimos anos, as doenças não transmissíveis e lesões também se tornaram importantes causas de morbidade e mortalidade.